# Zweiflingen
Zweiflingen település Németországban, azon belül Baden-Württembergben. Lakosainak száma 1791 fő (2023. december 31.).

## Népesség
A település népessége az elmúlt években az alábbi módon változott:
| Lakosok száma | 1244 | 1669 | 1667 | 1735 | 1779 | 1791 |
|               | 1975 | 2014 | 2019 | 2021 | 2022 | 2023 |